# Incidente de Ghulja

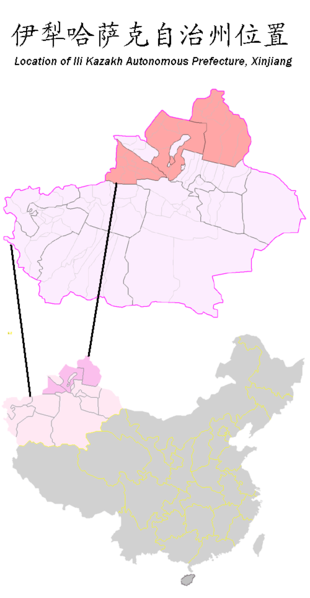
Ghulja é a capital da Prefeitura Autônoma Cazaque de Ili

O incidente Ghulja (também referido como o Massacre de Ghulja)  foi o culminar dos protestos de Ghulja de 1997, uma série de manifestações  na cidade de Ghulja (conhecida como Yining (伊宁) em chinês) na região autónoma de Xinjiang, na China (RPC) a partir do início de fevereiro de 1997.

## Protestos
Os protestos foram provocados em parte pela notícia da execução de 30 ativistas de independência uigures.  Outra causa foi a prisão de um grupo de mulheres que participavam de um Meshrep em 3 de fevereiro de 1997,  bem como a repressão geral às tentativas de reviver elementos da cultura uigure tradicional, incluindo reuniões tradicionais de meshrep.  Em 5 de fevereiro de 1997, após dois dias de protestos durante os quais os manifestantes marcharam gritando "Deus é grande" e "independência para Xinjiang"  e teriam sido dispersos usando cassetetes, canhões de água e gás lacrimogêneo,  vários manifestantes foram mortos pelo tiroteio do exército chinês.  Relatórios oficiais colocam o número de mortos em 9,  enquanto relatórios dissidentes estimam o número de mortos em mais de 100  e até 167. Testemunhas relataram que cerca de 30 pessoas foram mortas por tiros, com muitas centenas de outras feridas. 

## Consequências
Alguns dos uigures envolvidos neste incidente fugiram da China para o Afeganistão e Paquistão, mas foram detidos pelos militares dos EUA e entregues ao governo paquistanês durante a invasão americana do Afeganistão, e foram presos no campo de detenção da Baía de Guantánamo, em Cuba.  Durante o encarceramento, autoridades chinesas visitaram Guantánamo para participar de interrogatórios,  e o Inspetor Geral do Departamento de Justiça dos EUA, Glenn Fine, oficiais chineses e interrogadores militares dos EUA também supostamente colaboraram em uma violação dos direitos humanos chamada "Programa de Passageiro Freqüente", que interrompia seu sono a cada 15 minutos.  
Segundo fontes dissidentes, cerca de 1.600 pessoas  foram presas sob a acusação de intenção de "dividir a pátria", realização de atividades criminosas, atividades religiosas fundamentalistas e atividades contra-revolucionárias após a repressão  realizada nos anos imediatamente após o incidente em Xinjiang, esmagadoramente contra os uigures. Rebiya Kadeer, que testemunhou o Incidente de Ghulja, tornou-se líder do Congresso Mundial Uigur.
Após a repressão de 2017 em Xinjiang, um grande número de uigures libertados após cumprirem longas sentenças devido à participação no incidente foram posteriormente presos novamente e condenados a longas sentenças ou enviados para os campos de internamento de Xinjiang. Testemunhas do incidente, bem como familiares, amigos e associados também foram detidos e presos. 